# Богдан Маглић (физичар)
Богдан Маглић (Сомбор, 5. август 1928 — Њупорт Бич, Калифорнија, 25. новембар 2017) био је српско-амерички нуклеарни физичар. Једини је физичар српске народности који је открио елементарну честицу.

## Каријера у Србији
Рођен је 5. августа 1928. године у Сомбору где је завршио основну школу. Био је син народног посланика и адвоката Цвете Маглића. Са 13 година је депортован у усташки логор. После рата уписује факултет, а по завршетку студија физике на Београдском универзитету 1950. године, запослио се у Институту „Винча“ код Београда. У САД је отишао 1956. године као стипендиста УНЕСКО-а, у Масачусетски институт за технологију (МИТ).

## Каријера у иностранству
Магистрирао је 1955. године на Универзитету у Ливерпулу, а докторирао 1959. године на Технолошком институту Масачусетса. На Универзитету Калифорније је радио од 1961. године, и тамо открива елементарну честицу омега пи мезон, којој даје име „S“ честица. Документацију о томе открићу завештао је Историјском архиву у Сомбору. Документација се састоји од 8 кутија и чува се у „Фонду др Богдана Маглића“.

## Патенти
Патентирао је анеутронску нуклеарну енергију (процес фузије без радиоактивности). Радило се о контролисаној фузији, што се објашњава као укроћена енергија хидрогенске бомбе, на који начин се остварује температура реакције реда величине око 100.000.000 °C, што иницира експлозију хидрогенске бомбе. Реакција контролисане фузије је поступак стартовања хидрогенске бомбе без атомске експлозије и намењена је искључиво за мирнодопске сврхе, за производњу електричне енергије.
Богдан Маглић је изумео стохиометријски теле-анализатор (стохиометрија - наука одгонетања хемијске формуле непознатог). То је уређај који недеструктивном методом утврђује хемијски састав материје без контакта са материјом. Овај уређај је предвиђен за примену на аеродромима и сличним местима где је потребно одредити хемијски састав непознате материје без отварања торби или контејнера.
Потом је радио на новим принципима и методама за рано откривање малигнитета код људи одређивањем хемијског састава ткива без биопсије метод назван: неутронска дијагностика.

## Радна места
Богдан Маглић је био председник Корпорације за вишу физику у Принстону, руководилац у НАСА Центру за васионску технологију у Њу Мексику, сарадник Америчког удружења физичара, копредседник Теслиног меморијалног комитета, заслужан за подизања споменика Николи Тесли на Нијагариним водопадима, председавајући Алумни клуба Њу Џерзи при Институту за технологију Масачусетс, члан Националног управног одбора Рипон удружења итд. Добитник је Признања председника САД Џона Кенедија за откриће омега мезона 1961. године, одликован је Орденом југословенске заставе са златним венцем, почасни је грађанин Швајцарске. Такође, Богдан Маглић је носилац Златне медаље Конгреса САД, а члан је и Српске академије наука и уметности (САНУ) у Београду. Након универзитетске каријере, основао је компанију „Хајенерџи технолоџиз инк.“ (енгл. HIENERGY Technologies Inc.) чији је председник . Никада се није одрекао нашег држављанства.

## Богдан Маглић данас
Живео је и радио у САД. Године 2004, решен да улаже у родни град, у Сомбору купује некадашњи државни хотел Слобода и мења ми име у Интернацион, који у потпуности реновира.